# 왕쥔탕
왕쥔탕(王俊棠(왕준당), 초기 예명은 이판웨이(伊凡威, 이범위), 영문명은 Ricky Wong, 1956년 5월 22일~)은 중화인민공화국 홍콩 특별행정구의 남성 배우, 가수, 작사가, 사업가 겸 기업인이다.

## 생애
영국령 홍콩에서 출생하여, 지난날 한때 중화인민공화국 산둥 성 지난에서 잠시 유아기를 보낸 적이 있다.
신장은 182cm이고 체중은 75kg이며 무예에도 특기가 있는 그는 1975년 홍콩에서 이판웨이(伊凡威)라는 예명으로 연극배우 첫 데뷔하였으며 1979년 역시 홍콩에서 이판웨이(伊凡威)라는 예명으로 뮤지컬배우 데뷔하였고 1985년 역시 이판웨이(伊凡威)라는 예명으로 홍콩 영화 《유맹공복(流氓公僕)》으로 영화배우 데뷔하였다. 그 후 1990년부터는 왕쥔탕(王俊棠) 본명으로 영화배우 활동하였으며, 1992년에는 가수로도 데뷔하였고, 1998년부터는 텔레비전 드라마에도 출연하기 시작하였다.

## 음식점 사업 관련

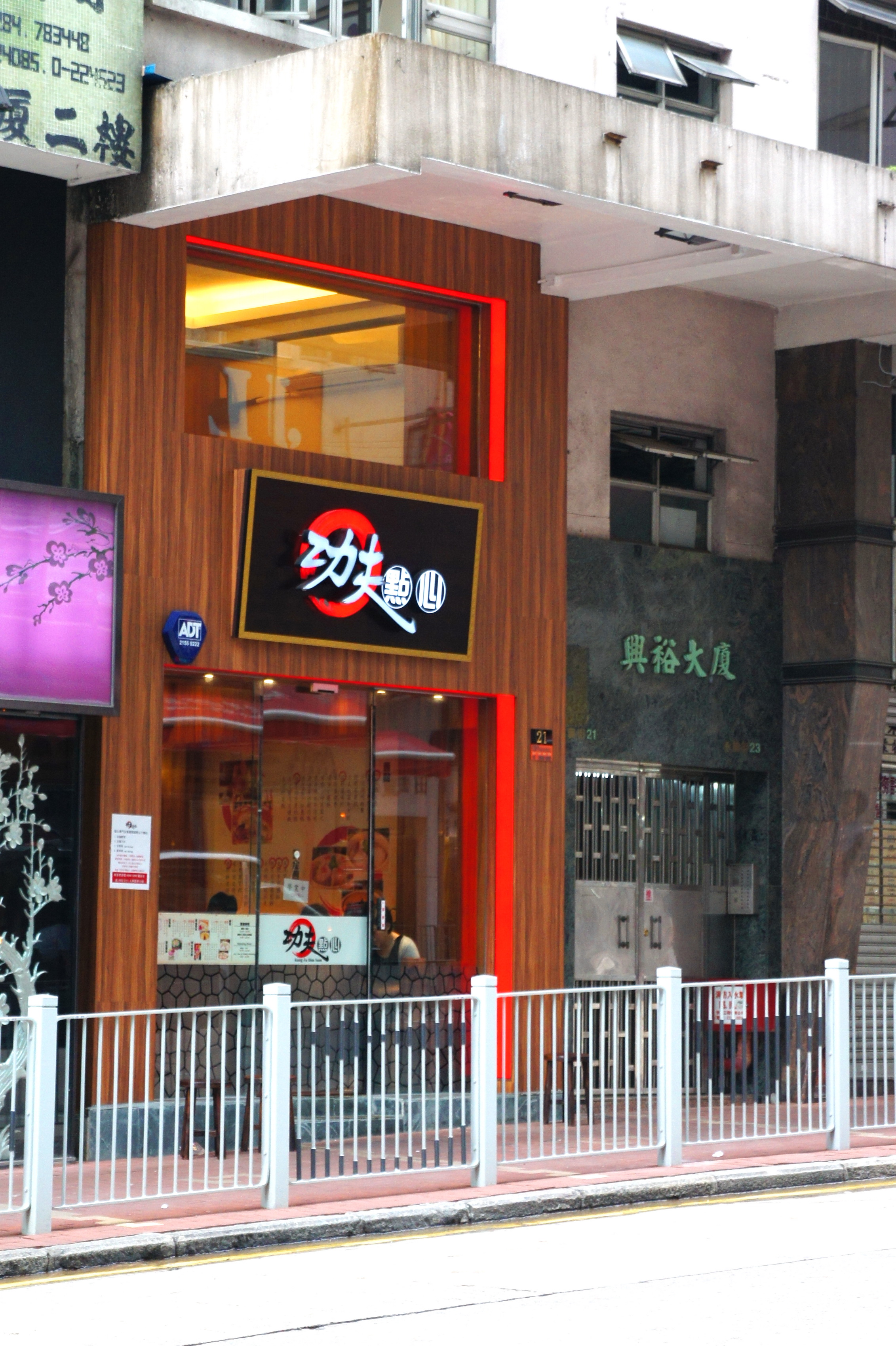
홍콩의 배우 왕쥔탕이 사업가로서 운영하는 "쿵푸딤섬(功夫點心)"이라는 음식점

현재 그는 음식점 경영가 겸 사업가의 입장으로 홍콩에서 《"쿵푸딤섬(功夫點心)"》이라는 음식점도 운영하고 있다.

## 같이 보기
- 어우루이웨이
- 조 주니어
- 류쑹런
- 정쩌스
- 셴하오잉
- 아이웨이
- 다이즈웨이
- 장즈광
- 천궈방
- 케빈 쳉
- 리찬천